# 제프 마커스
제프 마커스(영어: Jeff Marcus, 1960년 2월 21일 ~ )는 미국의 배우, 연극 배우, 텔레비전 배우이다.
해리스버그에서 태어났다.

## 출연 작품

### 영화
- 끝없는 사랑 (1981)
- 에이리언 네이션 (1989, Alien Nation)
  - 에이리언 네이션 - 다크 레인져 (1994, Alien Nation: Dark Horizon)
  - 에이리언 네이션 - 씨크리트 웨폰 (1995, Alien Nation: Body and Soul)
  - 에이리언 네이션 - 밀레니엄 (1996, Alien Nation: Millennium)
  - 에이리언 네이션 - 에너미 위딘 (1996, Alien Nation: The Enemy Within)
  - 에이리언 네이션 - 우다라 유산 (1997, Alien Nation: The Udara Legacy)
- 악몽의 13층 (1990)
- 프리키 프라이데이 (2003)
- 저스트 라이크 헤븐 (2005)

### 텔레비전
- 에이리언 네이션 - TV 시리즈 (1989-90, Alien Nation)